# VTB United League 2009/10
Die VTB United League Saison 2009/10 war die erste reguläre Saison der neuen Basketball-Liga. An der VTB United League Saison 2009/10 nahmen acht Mannschaften teil. Die Saison begann am 14. Oktober 2009 und endete mit dem Finale am 22. Januar 2010 in Kaunas in der Heimarena des litauischen Traditionsklubs Žalgiris.

## Gruppenphase - Reguläre Saison
In dieser ersten Phase traten die acht Mannschaften aufgeteilt in zwei Gruppen in Heim- bzw. Auswärtsspielen gegeneinander an. Jedes Team absolvierte sechs Spiele. Für das Final-Four qualifizierten sich die zwei besten aus jeder Gruppe.

### Gruppe A
| Team           | Sp | S | N | P+  | P-  |
| -------------- | -- | - | - | --- | --- |
| 1. UNICS Kasan | 6  | 5 | 1 | 500 | 443 |
| 2. BK Chimki   | 6  | 4 | 2 | 495 | 443 |
| 3. BK Donezk   | 6  | 3 | 3 | 475 | 486 |
| 4. VEF Riga    | 6  | 0 | 6 | 438 | 536 |

| Team        | UNICS | Chimki | Donezk | VEF    |
| ----------- | ----- | ------ | ------ | ------ |
| UNICS Kasan | *     | 82-69  | 85-77  | 85-61  |
| BK Chimki   | 86-74 | *      | 78-68  | 103-66 |
| BK Donezk   | 78-98 | 70-69  | *      | 96-80  |
| VEF Riga    | 72-76 | 83-90  | 76-86  | *      |

### Gruppe B
| Team                  | Sp | S | N | P+  | P-  |
| --------------------- | -- | - | - | --- | --- |
| 1. ZSKA Moskau        | 6  | 5 | 1 | 507 | 392 |
| 2. Žalgiris Kaunas    | 6  | 5 | 1 | 495 | 443 |
| 3. Asowmasch Mariupol | 6  | 2 | 4 | 469 | 487 |
| 4. Kalev Tallinn      | 6  | 0 | 6 | 370 | 533 |

| Team               | ZSKA  | Žalgiris | Asowmasch | Kalev |
| ------------------ | ----- | -------- | --------- | ----- |
| ZSKA Moskau        | *     | 90-74    | 98-69     | 87-54 |
| Žalgiris Kaunas    | 67-63 | *        | 82-69     | 88-56 |
| Asowmasch Mariupol | 65-84 | 75-84    | *         | 91-78 |
| Kalev Tallinn      | 63-85 | 58-82    | 61-100    | *     |

## Final - Four
Das Turnier der vier Besten fand am 21./22. Januar 2010 in Kaunas, Litauen in der Sporthalle Kaunas statt.
Es hatten sich qualifiziert:
- ZSKA Moskau
- BK Chimki
- UNICS Kasan
- Žalgiris Kaunas

### Halbfinale
| Datum      | Uhrzeit | Ort    | Sieger      | Gegner          | Ergebnis |
| ---------- | ------- | ------ | ----------- | --------------- | -------- |
| 21.01.2010 | 18:00   | Kaunas | ZSKA Moskau | BK Chimki       | 71:66    |
| 21.01.2010 | 21:00   | Kaunas | UNICS Kasan | Žalgiris Kaunas | 75:65    |

### Spiel um Platz 3
| Datum      | Uhrzeit | Ort    | Sieger          | Gegner    | Ergebnis |
| ---------- | ------- | ------ | --------------- | --------- | -------- |
| 22.01.2010 | 18:30   | Kaunas | Žalgiris Kaunas | BK Chimki | 78:72    |

### Finale
| Datum      | Uhrzeit | Ort    | Sieger      | Gegner      | Ergebnis |
| ---------- | ------- | ------ | ----------- | ----------- | -------- |
| 22.01.2010 | 21:00   | Kaunas | ZSKA Moskau | UNICS Kasan | 78:72    |

## Auszeichnungen

### Regular Season MVP
- 1. Spieltag  Andrei Woronzewitsch (ZSKA)
- 2. Spieltag  Marko Popović (UNICS)
- 3. Spieltag  Marcus Brown (Žalgiris)
- 4. Spieltag  Marcus Brown (Žalgiris)
- 5. Spieltag  Viktor Chrjapa (ZSKA)
- 6. Spieltag  Keith Langford (Chimki)
- All Season MVP:  Viktor Chrjapa (ZSKA)

### Final Four MVP
- John-Robert Holden (ZSKA)